# 14 квітня
14 квітня — 104-й день року (105-й у високосні роки) в григоріанському календарі. До кінця року залишається 261 день.

## Свята і пам'ятні дні

### Міжнародні
- День моментів сміху.

### Національні
- Ангола: День молоді.
- Грузія: День рідної мови.
- Португалія: День кави.

### Професійні
- Угорщина: День бібліотекаря.

### Неофіційні
- Південна Корея: Чорний день.

### Іменини
✙ Православні: Мартин, Антон, Іван, Євстатій.
✝  Католицькі:

## Події
- 70 — римські війська Тита Флавія почали облогу Єрусалима.
- 1611 — на бенкеті, організованому принцом Федеріко Чезі на честь Галілео Галілея, вперше прозвучало слово «телескоп».
- 1848 — у Росії введений секретний цензурний комітет для спостереження за друком;
- 1852 — при Університеті святого Володимира засновано Київський центральний архів давніх актів (нині — Історичний архів України в Києві).
- 1863 — у Петербурзі відбулася прем'єра опери Семена Гулака-Артемовського «Запорожець за Дунаєм»
- 1865 — у вашингтонському театрі актор Джон Бут смертельно поранив американського президента Авраама Лінкольна.
- 1871 — у Німеччині заснований парламент — Рейхстаг;
- 1894 — перша публічна демонстрація кінопроєктора Едісона.
- 1894 — у Нью-Йорку Томас Алва Едісон вперше продемонстрував роботу свого нового винаходу, пристрою для перегляду фільмів під назвою кінетоскоп. Тривав фільм лише 13 секунд, він не проєктувався на екран, і для його перегляду необхідно було дивитись у спеціальний отвір
- 1895 — на нараді соціал-демократів у Петербурзі Ленін познайомився з Крупською;
- 1909 — Вільямом д'Арсі створена Англо-перська нафтова компанія (нині British Petroleum).
- 1912 — найбільший на той час пасажирський лайнер світу Титанік зіштовхнувся з айсбергом і потонув.
- 1918 — заснування в СРСР державної компартійної монопольної пропаганди — декрет Ради народних комісарів на чолі з Леніним: «О снятии памятников, воздвигнутых в честь царей и их слуг, и выработке проектов памятников Российской социалистической революции»
- 1927 — у шведському Гетеборзі зійшов з конвейєра перший автомобіль «Вольво» ÖV4.
- 1929 — ректором Львівської Богословської академії став Йосиф Сліпий.
- 1930 — на екрани вийшов фільм режисера Олександра Довженка «Земля».
- 1931 — проголошена Друга Іспанська республіка; короля Альфонсо XIII позбавлено влади.
- 1940 — на Західній Україні у священників вилучили книги реєстрації шлюбів.
- 1970 — на американському пілотованому космічному кораблі «Аполлон-13» сталася аварія під час польоту до Місяця.  Г'юстоне, у нас проблема!;
- 1978 — у Тбілісі відбулися масові демонстрації з вимогою збереження за грузинською мовою державного статусу;
- 1991 — з музею ван Гога в Амстердамі викрадено 20 картин вартістю $500 млн, проте вони були знайдені за 35 хвилин;
- 2003 — розшифрований людський геном.
- 2007 — уперше показано на М1 мультсеріал Футурама.
- 2014 — офіційний початок АТО на сході України.
- 2022 — затонув крейсер «Москва», флагман Чорноморського флоту ВМФ РФ, після удару ракетами «Нептун» ВМС України.

## Народились
Дивись також Категорія:Народились 14 квітня
- 1527 — Абрагам Ортеліус, фламандський картограф, видавець першого атласу (1570).
- 1629 — Хрістіан Гюйгенс, нідерландський фізик, механік, астроном, винахідник маятникового годинника, автор хвильової теорії світла, відкривач кільця Сатурна і його супутника;
- 1695 — П'єтро Гварнері, італійський скрипковий майстер, син Джузеппе Джованні Баттіста Гварнері.
- 1756 — Антін Ангелович, предстоятель Української греко-католицької церкви.
- 1868 — Петер Беренс, німецький архітектор і дизайнер.
- 1886 — Сандро Ахметелі, грузинський режисер, один з засновників грузинського театру, жертва сталінського терору.
- 1888 — Володимир Нарбут, український поет і літературний діяч. Брат українського графіка Георгія Нарбута.
- 1889 — Арнольд Тойнбі, англійський історик.
- 1892 — Хуан Бельмонте, іспанський матадор-рекордсмен, герой Хемінгуея в романі «Смерть пополудні»;
- 1906 — Семіта Кушуль, видатний караїмознавець, збирачка матеріальної і духовної спадщини.
- 1906 — Фейсал ібн Абдель Азіз Аль Сауд, 3-й король Саудівської Аравії (1964—1975) з династії Саудитів.
- 1924 — Марія Харченко, українська співачка та акторка театру, Народна артистка України
- 1931 — Пол Масник, канадський хокеїст
- 1932 — Лоретта Лін, видатна кантрі-співачка, авторка пісень, письменниця, акторка.
- 1940 — Марі Кінскі, княгиня Ліхтенштейну, дружина нині правлячого князя Ганса-Адама;
- 1942 — Валентин Лебедєв, російський космонавт;
- 1945 — Річі Блекмор, гітарист груп «Deep Purple», «Rainbow» та «Blackmore's Night»;
- 1945 — Андрій Чебикін, український художник-графік, педагог.
- 1969 — Амір ібн аль-Хаттаб, борець за незалежність Чеченської Республіки.
- 1975 — Вероніка Земанова, популярна чеська еро-фотомодель, акторка.

## Померли
Дивись також Категорія:Померли 14 квітня
- 1132 — Мстислав Великий, Великий князь київський, найстарший син Володимира Мономаха
- 1685 — Томас Отвей, англійський поет і драматург.
- 1759 — Георг Фрідріх Гендель, німецько-англійський композитор
- 1785 — Вільям Вайтгед, англійський поет та драматург. Поет-лауреат Великої Британії  у 1757—1785 рр.
- 1888 — Микола Миклухо-Маклай, мандрівник, антрополог, етнограф і географ українського походження
- 1910 — Михайло Врубель, український художник і графік.
- 1930 — Володимир Маяковський, російський радянський поет.
- 1938 — Володимир Нарбут, український поет і літературний діяч. Брат українського графіка Георгія Нарбута.
- 1949 — Василь Сидор, полковник УПА, командир оперативної групи УПА-Захід.
- 1975 — Фредрік Марч, американський актор театру та кіно. Лауреат премії «Оскар».
- 1980 — Джанні Родарі, італійський дитячий письменник і журналіст
- 2009 — Моріс Дрюон, французький письменник, член Французької академії